# 夏姿·陳
夏姿⋅陳 （英語：SHIATZY CHEN）為台灣一個奢侈品服飾品牌，由王陳彩霞於1978年創立。王陳彩霞经常被称为台湾香奈儿。

她的风格被描述为“neo-Chinese chic”，中国服装和手工艺美学与西方风格相结合，运用中国文化中的华丽花纹和中国图案等设计特色。 2010年，《福布斯》杂志将王陳彩霞列为全球时尚界25位最有影响力的華人之一。
2018年，電視劇《延禧攻略》再次帶起古裝劇熱潮，更蔓延到時裝界，SHIATZY CHEN 在巴黎時裝周中把東方剪裁設計及動物圖案文化作為時裝主題，更邀請到代表《延禧攻略》的演員佘詩曼、吳謹言和《還珠格格》的林心如作為嘉賓。

## 歷史
- 1978年，公司創立。

## 外部連結
- SHIATZY CHEN夏姿陈官方网站
- 夏姿·陳的Facebook專頁
- 夏姿·陳的X（前Twitter）
- 夏姿·陳的Instagram帳戶
- 夏姿·陳 的pinterest
- YouTube上的夏姿·陳頻道
- 夏姿·陳的新浪微博
- 夏姿陈_SHIATZYCHEN的自频道-优酷视频 （页面存档备份，存于）